# Herb gminy Karsin
Herb gminy Karsin – jeden z symboli gminy Karsin.

## Wygląd i symbolika
Herb przedstawia na tarczy wieżę kościoła w Karsinie, na której znajduje się motyw haftu kaszubskiego. W tle znajdują się choinki symbolizujące lasy, żółte tło choinek symbolizuje piaski a znajdujące się pod nimi niebieskie tło symbolizuje rzeki i jeziora.